# Copanca
Copanca – miejscowość i gmina w Mołdawii, w rejonie Căușeni. W 2014 roku liczyła 4681 mieszkańców. 

## Położenie
Wieś znajduje się w odległości 20 km od Căușeni. Razem z sąsiednią miejscowością Valea Verde tworzy gminę Copanca. W sąsiedztwie wsi znajduje się leśny rezerwat "Copanca".

## Historia i opis
Dobra Copanca i Chițcani zostały w 1429 darowane monasterowi Neamț przez hospodara mołdawskiego Aleksandra Dobrego. W 1593 władze tureckie skonfiskowały je klasztorowi i uznały za mienie państwowe. W czasie wojen rosyjsko-tureckich w latach 70. XVIII w. i ponownie w 1806 przedstawiciele monasteru starali się uzyskać u Rosjan pomoc w kwestii odzyskania tych ziem, jednak bez rezultatu. Ostatecznie monaster odzyskał Copancę i Chițcani wiele lat po włączeniu Besarabii do Rosji, w 1860. Rok później grupa mnichów z Neamțu, nie godząc się z nacjonalizacją majątków monasterskich przez władze zjednoczonych księstw naddunajskich oraz z wprowadzeniem do liturgii języka rumuńskiego w miejsce cerkiewnosłowiańskiego, zwróciła się do arcybiskupa kiszyniowskiego i chocimskiego Antoniego z prośbą o zgodę o założenie na terenie tychże dóbr nowego monasteru. Równocześnie zwrócili się w tej sprawie osobiście do cara Aleksandra II. Monaster został faktycznie założony w 1864 w Kickanach (Chițcani), a dochód z obu wsi stanowił podstawowe utrzymanie męskiej wspólnoty. 
Po II wojnie światowej w Copance istniał sowchoz.
W pierwszych dniach kwietnia 1992 w Copance oraz w sąsiednich wsiach Chițcani i Cremenciug toczyły się walki między wojskami mołdawskimi a zwolennikami niepodległości Naddniestrza. 
We wsi znajduje się prawosławna cerkiew Zaśnięcia Matki Bożej.

## Demografia
Według danych spisu powszechnego w Mołdawii w 2004 Copancę zamieszkiwały 5013 osoby, z czego 76,88% deklarowało narodowość mołdawską, 20,57% - rosyjską, 1,70% - ukraińską, ponadto we wsi żyły osoby deklarujące narodowość gagauską, bułgarską, romską lub inną.